# Adrián José Iglesias
Adrián José Iglesias (Valentín Alsina, Buenos Aires, Argentina; 4 de julio de 1987) es un futbolista argentino. Juega de defensor en Almagro del Nacional B.

## Clubes
| Club               | País      | Año         |
| ------------------ | --------- | ----------- |
| Brown de Adrogué   | Argentina | 2007 - 2008 |
| Tristán Suárez     | Argentina | 2008 - 2009 |
| Talleres (RdE)     | Argentina | 2009 - 2010 |
| Almagro            | Argentina | 2010 - 2013 |
| Defensa y Justicia | Argentina | 2013 - 2014 |
| All Boys           | Argentina | 2014 - 2015 |
| Deportivo Español  | Argentina | 2015        |
| Almagro            | Argentina | 2016 - 2018 |